# Saint-Bernard (Saint-Denis)
Saint-Bernard ist ein Ortsteil der Stadt Saint-Denis auf der im Indischen Ozean gelegenen französischen Insel Réunion.
Der Ort liegt in den Bergen südwestlich der Kernstadt von Saint-Denis, von der er etwa sechs Kilometer Luftlinie entfernt ist, im Norden der Insel. Die Ortslage ist bergig.

## Geschichte
Trotz der Nähe zur Inselhauptstadt Saint-Denis und zur nur etwa drei Kilometer entfernten Küste des Indischen Ozeans, war Saint-Bernard lange aufgrund der gebirgigen Lage nur schwer zu erreichen. Dies führte dazu, dass hier 1856 mit dem Leprosorium von Saint-Bernard eine Leprastation eingerichtet wurde. Der heute denkmalgeschützte Komplex der Station wurde bis 1982 betrieben und beherbergt heute eine Gaststätte und Arztpraxen.

## Persönlichkeiten
Im Ort ist der langjährige Leiter der Leprastation, Clément Raimbault, in einem Mausoleum beigesetzt.